# Montes de la Peña
Los Montes de la Peña son un sistema montañoso que forma parte de los Montes de Burgos y la Cordillera Cantábrica (España). También son conocidos como Sierra Magdalena.

## Fauna y flora
El paisaje está formado por hayas, robles y quejigos. Abundan las aves rapaces como el buitre leonado, el alimoche, el búho real, el halcón peregrino y el águila real.

## Turismo
La sierra tiene aspecto de inaccesible, pero no lo es. Es un entorno habitual de rutas de senderismo, montañismo, espeleología y bicicleta de montaña durante los meses centrales del año, en primavera, verano y en menor medida otoño, siendo desaconsejable los días con niebla. Las rutas suelen comenzar en Cadagua o El Vigo por la vertiente noroccidental, Cilieza por la parte oriental o Relloso, Villabasil o Castrobarto desde el sur. Además, a los pies de los montes se encuentra un gran patrimonio histórico, sobre todo edificios religiosos de estilo románico.